# Loung Ung
 (novembre 2019).
Si vous disposez d'ouvrages ou d'articles de référence ou si vous connaissez des sites web de qualité traitant du thème abordé ici, merci de compléter l'article en donnant les références utiles à sa vérifiabilité et en les liant à la section « Notes et références ».
Loung Ung (en khmer : អ៊ឹង លឿង : Aung Lueng), née le 17 avril 1970, est une militante des droits de l'homme et conférencière cambodgienne, naturalisée citoyenne américaine.  
De 1997 à 2003, elle est la porte-parole de la Campagne internationale pour l’interdiction des mines antipersonnel, affiliée à la Vietnam Veterans of America Foundation (en).   

## Biographie
Loung Ung est née à Phnom Penh, au Cambodge, dans une famille de sept enfants. À dix ans, elle s'enfuit du Cambodge en tant que survivante de ce qui a été appelé les « champs de la mort » pendant le régime des Khmers rouges de Pol Pot. Après avoir émigré aux États-Unis, elle écrit deux livres relatant ses expériences de vie de 1975 à 2003.

### Mémoires
Le premier recueil de mémoire de Loung Ung, D'abord, ils ont tué mon père, décrit en détail son enfance au Cambodge : « De 1975 à 1979 – par l'exécution, la famine, la maladie et le travail forcé – les Khmers rouges ont tué environ deux millions de Cambodgiens, soit près du quart de la population du pays. C'est une histoire de survie : la mienne et celle de ma famille. Bien que ces événements constituent ma propre expérience, mon histoire reflète celle de millions de Cambodgiens. Si vous aviez vécu au Cambodge pendant cette période, ce serait aussi votre histoire. » 
Publié aux États-Unis en 2000 par HarperCollins, l'ouvrage devient un best-seller national. En 2001, Loung Ung remporte le prix « Excellence en littérature non fictionnelle pour adultes » de la Asian Pacific American Librarians Association (en). D'abord, ils ont tué mon père est par la suite publié dans douze pays et en neuf langues. 
Son second livre de mémoires, sorti en 2005, Lucky Child: Une fille du Cambodge retrouve la sœur qu'elle a laissée derrière, raconte son adaptation à la vie aux États-Unis avec et sans sa famille, ainsi que les expériences de son entourage ayant survécu à la guerre qui a suivi en 1979 entre les troupes vietnamiennes et les Khmers rouges, au Cambodge. Il couvre la période de 1980 à 2003. 
Dans ses deux ouvrages, Loung Ung écrit à la première personne et, pour la plupart, au présent, décrivant les événements et les circonstances comme s'ils se déroulaient sous les yeux du lecteur, ce qu'elle justifie par : « Je voulais que les lecteurs soient là. » 

### Jeunesse: 1970-1975
Le père de Loung Ung naît dans le petit village de Tro Nuon dans la province de Kampong Cham en 1931. Sa mère chinoise, déménage au Cambodge avec sa famille alors qu'elle est petite fille. Ses parents se marient contre la volonté de la famille maternelle et partent vivre avec leurs enfants en centre-ville de Phnom Penh. En raison de ses états de service dans le gouvernement précédent du prince Norodom Sihanouk, le père de Loung Ung est enrôlé dans le gouvernement de Lon Nol et est promu officier de police militaire. Sa mère occupe le rôle de femme au foyer. La famille est relativement aisée mais la situation bascule brusquement le 17 avril 1975, lorsque les Khmers rouges prennent le contrôle du Cambodge et font évacuer la capitale Phnom Penh. 

### Évacuation: 1975
Loung Ung raconte être en train de jouer près de chez elle lorsque les camions des Khmers rouges envahissent son quartier. La population de Phnom Penh, estimée à près de deux millions de personnes, est forcée d'évacuer la ville. Les Ung quittent précipitamment leur maison avec le peu de biens qu'ils peuvent emporter. Lorsque leur véhicule tombe en panne, ils rassemblent tout le nécessaire de base et entament une randonnée à pied de sept jours, parmi une foule d'évacués, en direction de Bat Deng. De nombreuses personnes perçues comme une menace pour le nouveau gouvernement - en raison de leur éducation, ou de leur position politique antérieure - sont sommairement exécutées dans cette localité.  
La famille Ung arrive à rejoindre un oncle domicilié à Krang Truop, où elle reste quelques mois. 
Le père craignant que les nouveaux évacués de Phnom Penh découvrent son identité, il organise le transport de la famille à Battambang, jusqu'au village de la grand-mère Loung Ung. Ce plan est contré par les soldats khmers rouges, la famille est emmenée, avec environ 300 autres personnes, dans le village d'Anglungthmor, où ils demeurent pendant cinq mois. Au cours de cette période, plus de la moitié de ces nouveaux arrivants à Anglungthmor sont morts de faim, d’intoxication alimentaire ou de maladie. 
Par peur que ses liens avec le gouvernement de Lon Nol soient mis à jour, le père demande que la famille soit relogée. Les Khmers rouges ordonnent qu'elle soit conduite à Ro Leap, où environ soixante autres familles sont arrivées le même jour. 

### Séparation, famine et mort: 1976-1978

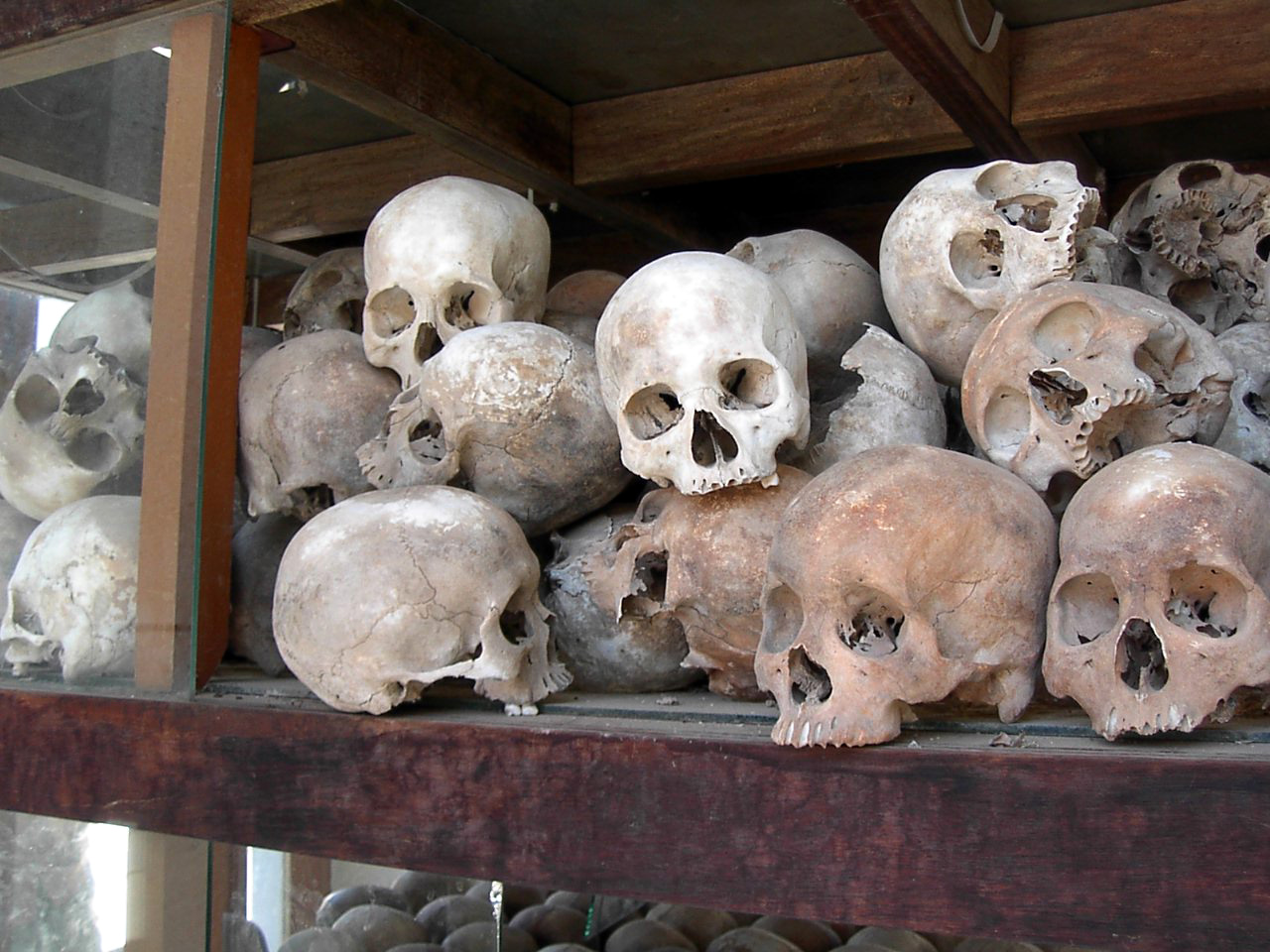
Crânes de victimes des Khmers rouges

Ro Leap a alors été la maison des Ung pendant dix-huit mois.
Coupés de toute communication extérieure, les cambodgiens de Ro Leap sont contraints de travailler de longues heures avec très peu de nourriture. Quelques mois après leur arrivée, les frères aînés de Loung Ung, Meng, 18 ans, et Khouy, 16 ans, ainsi que sa sœur aînée, Keav, âgée de 14 ans, sont envoyés travailler dans différents camps. Six mois plus tard, en août 1976, Keav décède d'une intoxication alimentaire au camp de travail pour adolescents de Kong Cha Lat. Quelque temps plus tard, le père disparaît. 
Loung et son frère, Kim, onze ans, et ses deux sœurs, Chou, neuf ans, et Geak, quatre ans, restent à Ro Leap avec leur mère jusqu'en 1977. Grâce aux travaux extérieurs des aînées, la famille évite la famine. Mais en mai 1977, affolée par des cris dans la nuit, la mère donne l'ordre aux enfants de quitter le village et de se faire passer pour des orphelins. Kim se sépare de ses sœurs, Loung et Chou trouvent un camp de travail pour enfants à proximité.  
En août 1977, Loung Ung, âgée de sept ans, est affectée au camp d'entraînement pour enfants soldats et est contrainte de quitter sa sœur Chou. 
Pendant les dix-sept mois suivants, Loung Ung apprend à combattre les soldats vietnamiens. En novembre 1978, elle s'enfuit du camp à la nuit tombée et retourne voir sa mère à Ro Leap. Malgré les affaires présentes sur place, elle ne la retrouve pas et ne la reverra plus jamais. 
En janvier 1979, l'armée vietnamienne prend le contrôle de Phnom Penh et poursuit son invasion vers l'ouest. Des tirs d'obus de mortier forcent Loung Ung à quitter le camp pour sauver sa vie.

### Évasion du Cambodge: 1979-1980
En avril 1979, les enfants de la famille Ung sont de nouveau réunis à Pursat City, un camp de réfugiés géré par les soldats vietnamiens. Ils entreprennent un périple de dix-huit jours à destination de Bat Deng,  
Grâce au mariage de son frère avec une chinoise, Loung Ung a l'occasion de quitter le Cambodge pour se rendre au Vietnam.  
En octobre 1979, Loung et son frère passent clandestinement la frontière entre le Cambodge et le Vietnam en bateau de pêche. En février 1980, après un périlleux voyage de trois jours dans le golfe de Thaïlande, effectué clandestinement par des passeurs, ils arrivent au camp de réfugiés de Lam Sing, sur la côte thaïlandaise. Parmi les milliers de personnes qui attendaient d'être parrainées pour se rendre dans un autre pays, Loung Ung et Meng Ung restent quatre mois dans ce camp de réfugiés avant de découvrir que la Conférence des évêques catholiques des États-Unis et l'église Holy Family d'Essex Junction, dans le Vermont, seraient leurs parrains. À la mi-juin 1980, Loung Ung, son frère et la femme de celui-ci prennent l'avion à l'aéroport international de Bangkok. 

### La vie aux États-Unis de 1980 à 2011

#### Études aux États-Unis
Les membres de l'Église ont hébergé et aidé Loung Ung, notamment en assurant un enseignement en anglais. En quelques mois, Meng maîtrise la langue et obtient un emploi d'interprète pour les réfugiés nouvellement arrivés dans le Vermont. 
En septembre 1980, Loung Ung, âgée de dix ans, entre à l'école. Les premières années de son éducation sont difficiles en raison de la barrière de la langue mais elle a continué à suivre des cours pendant ces années.  
Loung entre ainsi en 1983 à l’ADL Intermediate School et poursuit ses sessions d’apprentissage de l'anglais.  
En 1985, Loung entre à Essex Junction High School comme étudiante de première année. Quelques mois plus tard, son frère et son épouse, salariés de IBM, sont naturalisés et deviennent citoyens américains. Au début de 1986, la famille Ung change de domicile et Loung, âgée de presque 16 ans, dispose alors de sa propre chambre dans cette nouvelle maison. 
Au cours de ses six années aux États-Unis, Loung Ung a été confrontée à des épisodes de tristesse et de solitude. Après avoir tenté de se suicider, elle commence à écrire l'histoire de sa vie au Cambodge, de sa famille et des Khmers rouges. Au fil des mois, son journal compte des centaines de pages. Rétrospectivement, Loung Ung déclare que cette activité d'écriture lui a permis de démêler ses sentiments et de les traduire en mots.   
En 1989, Loung Ung est diplômée d'études secondaires : à l'automne, elle entre au Saint Michael's College avec l'aide financière d'une bourse d'études de quatre ans fournie par le Turrell Scholarship Fund. Au cours de ses années d'université, elle prend la décision consciente de devenir militante.  
En 1992, elle séjourne en France dans le cadre d'un programme d'échange universitaire : elle y retrouve son plus jeune frère, Kim, qui a fui le Cambodge pour la Thaïlande et est arrivé en France via l'Allemagne avec l'aide de sa tante en 1985.  
En 1993, Loung Ung sort diplômée du Saint Michael's College et trouve du travail comme éducatrice communautaire dans un refuge pour les femmes victimes de violence à Lewiston, dans le Maine. 

#### Vie professionnelle
En 1995, Loung Ung retourne au Cambodge pour la première fois depuis qu'elle a fui quinze ans plus tôt. L'année suivante, elle a rejoint la Vietnam Veterans of America Foundation, une organisation humanitaire internationale qui fournit gratuitement de la rééducation physique, des prothèses et des appareils d'aide à la mobilité dans plusieurs provinces du Cambodge et de nombreux autres pays.  
En 1997, elle reçoit une bourse de recherche Herbert Scoville Jr. pour la paix et travaille pour le Peace Action Education Fund à des recherches sur le trafic d'armes et la législation relative aux mines antipersonnel.  
En 2005, Loung Ung effectue son vingt-cinquième voyage au Cambodge en tant que porte-parole de la Vietnam Veterans of America Foundation pour la Campagne internationale pour l’interdiction des mines antipersonnel. Depuis 1991, la fondation a fourni à plus de 15 000 victimes des moyens de marche (prothèses médicales). Bobby Muller, président de la fondation, a fait remarquer que « ... ce qui ressort des conférences de Loung Ung est stupéfiant. Ça berce les gens. Elle est la meilleure chose que cette organisation n'ait jamais eu pour faire avancer notre agenda. » La campagne a remporté le prix Nobel de la paix en 1997. 
En 1998, la famille Ung se réunit pour organiser une cérémonie bouddhiste en l'honneur des parents et des sœurs disparus et décédés sous le régime des Khmers Rouges. Des centaines de parents et d'amis ont assisté au service. 
En 2000, Loung Ung sort son premier livre de mémoire D'abord, ils ont tué mon père. Cinq ans plus tard, son second ouvrage est publié.

## Réception
Le premier livre de Loung Ung est critiqué par des membres de la communauté cambodgienne aux États-Unis, certains croyant qu'il s'agit davantage d'une œuvre de fiction que d'une véritable autobiographie. Loung Ung est également accusée d'avoir utilisé des stéréotypes ethniques envers les Khmers rouges cambodgiens dans un but de valorisation et de dramatisation excessive de son histoire pour augmenter les ventes. 
Parmi les reproches de certains Cambodgiens à propos de ses œuvres, il ressort que Loung Un n'avait que cinq ans lorsque les Khmers rouges ont pris le pouvoir et qu'elle ne pouvait pas avoir un souvenir aussi vivant et détaillé de ces événements, tels qu'ils sont documentés dans son livre. Ses détracteurs affirment également qu'en tant qu'enfant d'une mère chinoise et d'un père khmer bien placé dans le gouvernement de Phnom Penh, elle dresse un tableau très stigmatisant des villageois khmers.   
En décembre 2000, Loung Ung répond à la première de ces critiques. 

## Adaptation au cinéma
D'abord, ils ont tué mon père est adapté au cinéma en 2017 par Angelina Jolie. 

## Vie privée
Aujourd'hui, Loung Ung est mariée et vit à Shaker Heights, une localité de la banlieue de Cleveland, dans l'Ohio, aux États-Unis. 